# Neomochtherus striatus
Neomochtherus striatus là một loài ruồi trong họ Asilidae. Neomochtherus striatus được Wulp miêu tả năm 1891. Loài này phân bố ở miền Ấn Độ - Mã Lai.